# Stenen Man
De Stenen Man op de Westerzeedijk in Harlingen is een replica van een monumentale grenspaal die in 1576 werd geplaatst om het midden van de Vijfdeelenzeedijken te markeren. Deze grenspaal in renaissancestijl was geïnspireerd op de Romeinse goden Terminus, van de grens, en Janus, van het begin en het eind. De officiële naam was Terminus, maar de volksmond maakte er Stenen Man van. 

## Scheiding dijkonderhoud
De Vijfdeelenzeedijken strekten zich uit tussen Makkum en Het Bildt. Ze waren in onderhoud bij het waterschap met de naam Contributie der Vijfdeelenzeedijken binnen- en buitendijks. Binnen dit waterschap werkten twee groepen dijkplichtigen samen: buitendijkers, de bewoners van het gebied dat bij een zeedijkdoorbraak direct onder water kwam te staan, en binnendijkers, bewoners van het gebied achter de slaperdijk de Slachte. Buitendijkers werden veel zwaarder belast dan binnendijkers en omdat de geschillen daarover niet bevredigend konden worden opgelost wilden beide partijen een eigen helft in onderhoud, zodat ze niets meer met elkaar hadden te maken. De scheiding zou ingaan als de dijken na de reeks stormen en stormvloeden sinds 1570 op de afgesproken hoogte zouden zijn gebracht. Hoewel dat in 1575 nog niet het geval was drukten raadsheren van het Friese Hof de scheiding door, tegen de zin van de buitendijkers. Deze raadsheren, Johannes Carolus en Adriaan Vastaerts, kwamen daarna met het voorstel om seecker Steenwerck ter plaetse van den scheijdinge te plaatsen. Alleen de binnendijkers waren bereid voor de terminus te betalen. De beide raadsheren legden op 19 juli 1576 de eerste steen. Omstreeks 1725 was de terminus zozeer vervallen dat hij werd afgebroken.

## Replica

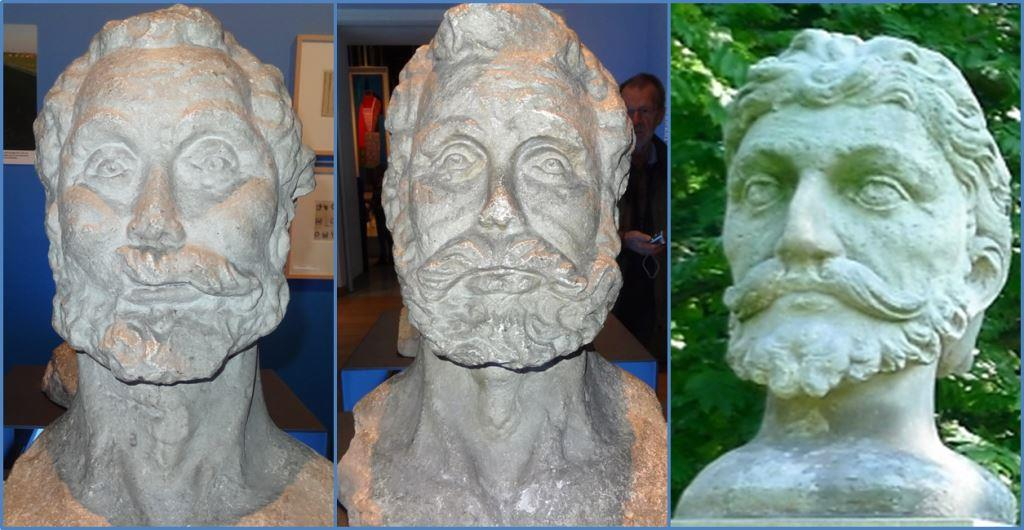
Drie verschillende Janusgezichten

Dijkgraaf Carel George van Wassenaer Obdam en o.a. heer van Twickel liet omstreeks 1774 op eigen kosten een replica van de verdwenen terminus op de oude fundamenten zette. Hij droeg hem op 11 april 1777 in het Franeker Raadhuis over aan het waterschapsbestuur, dat de terminus in het vervolg moest onderhouden. In zijn overdrachtstoespraak noemde hij de terminus een praalbeeld van Caspar de Robles. Het gevolg was dat anderen de terminus beschouwden als een standbeeld met de dubbele beeltenis van de stadhouder. Toen begin negentiende eeuw dominee Sjoerd Nauta, kleinzoon van strandmeester Sipke Nauta, beweerde dat de twee koppen die hij in zijn tuin op een voetstuk had gezet afkomstig waren van de originele terminus werd dat algemeen geloofd. Ze zijn nu onderdeel van de vaste collectie van het Fries museum. Het zijn duidelijk twee verschillende gezichten, die bovendien anders zijn dan de twee gelijke koppen op de replica. De claim dat de terminuszuil met januskoppen bedoeld is als standbeeld voor Caspar de Robles kan niet worden waargemaakt. 
De replica werd verscheidene keren gerestaureerd. In 1895 werden de stenen koppen vervangen door bronzen exemplaren. De stenen koppen van de replica staan tegenwoordig in de beeldentuin van de buitenplaats De Wildenborch in Vorden.

## Teksten

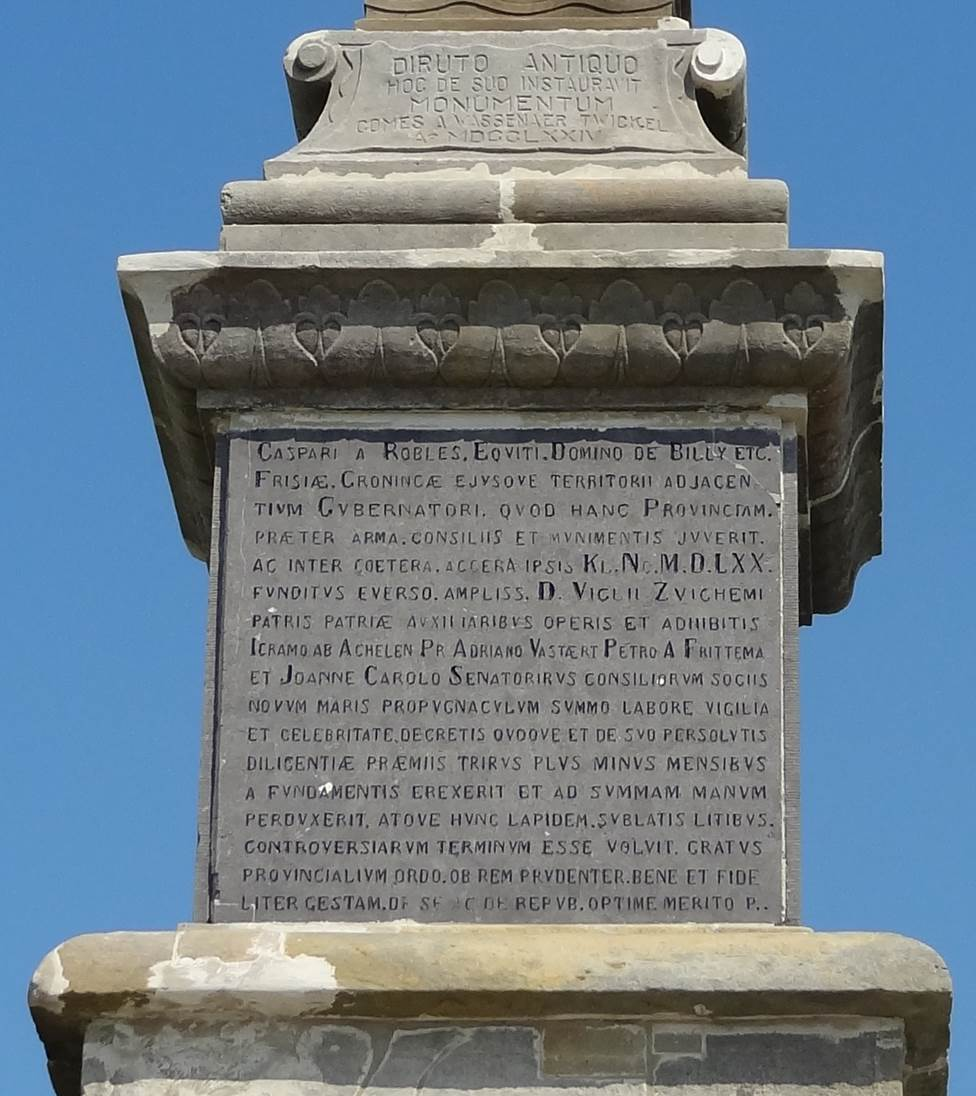
Latijnse tekst op de Stenen Man

Op de westkant van de terminus staat:
Caspari a Robles Equiti , Domino de Billi, etc. Frisiae Groningae ejusque territorii ac dicentium Gubernatori , quod hanc Provinciam , praeter arma consiliis et munimentis juverit ac inter caetera, aggere ipsis KL NO. MDLXX funditus everso, ampliss. D.Viglii Zuighemi,patris patriae , auxiliaribus operis et adhibitis Igramo ab Achelen Pr., Adriano Vastaert, Petro Frittema et Joanne Carolo Senatoribus consiliorum sociis, novum maris propugnaculum summo labore, vigilia et celebritate, decretis quo que et de suo persolutis diligentiae praemiis , tribus plus minus mensibus à fundamentis erexerit et ad summam manum perduxerit, atque hunc lapidem, sublatis litibus controversiarum terminum esse voluit, gratus provincialium ordo obrem prudenter, bene et fideliter gestam, de se ac de repub. optime merito p.
Deze Latijnse tekst is waarschijnlijk geschreven door Joannes Carolus, raadsheer bij het Friese Hof in Leeuwarden van 1567 tot 1576.
In het Nederlands vertaald:
Voor Caspar van Robles, ridder, heer van Billy, etc stadhouder van Friesland, Groningen en Ommelanden en aangrenzende gebieden, omdat hij deze provincie behalve met wapens met wijs bestuur en met versterkingen heeft geholpen, zoals toen de dijk op 1 november 1570 helemaal was weggeslagen, met hulp en ondersteuning van de zeer aanzienlijke heer Viglius van Zuichem, Vader des Vaderlands, en na de instelling van een adviescommissie bestaande uit de raadsheren Igram van Achelen President, Adriaen Vastaerts, Petrus Frittema en Johannes Carolus, met grote moeite, met scherp toezicht, het inzetten van veel mensen, het nemen van besluiten, terwijl hij ook beloningen voor ijver uitloofde en uit eigen middelen betaalde, in ongeveer drie maanden een nieuwe zeewering van de grond af heeft opgericht en helemaal tot voltooiing gebracht en omdat hij wilde dat dit steenwerk de markering zou zijn van het einde der meningsverschillen heeft de organisatie van landzaten, dankbaar omdat het project verstandig, goed en succesvol is uitgevoerd, voor hem die zich jegens haar en de republiek zeer verdienstelijk heeft gemaakt, dit opgericht.
Op de zuidkant van de terminus staat:
In de jare MDLXXV is den dyck in twee deelen ghescheyden. Blyven het zuyderdeel den buytendyksteren van de wekken alsdoen ghedeputeerden syn gewest Thomas Hiddesz ende Sieke Claes Hopluyden, Hette van Dekema, Hero Oekinga, Ulbe Hiddema, Wytse van Camminga, Doytse Bonga, Gerrit Abbes ende Lolle van Oekinga.
Op de noordkant van de terminus staat:
In de jare 1574 is dese dyck onderlecht wesende dyckgraaf Ryvert van Roorda ende Ghedeputeerde binnedyck Frederyck van Offenhuysen met Syerk Syereksz Hopluyden tot het oprnaken van den dyck te noorden, Tiete van Camminga substituyt des Heeren Stadtholders, Hessel van Hanya, Edo van Gerbranda ende Hans van Roorda.
De Stenen Man kreeg in de volksverhalen een rol vergelijkbaar met boerenkool en ooievaar. Als zwangere Harlinger vrouwen even rust wilden, stuurden ze hun kinderen naar de dijk met de smoes dat als ze drie keer om de Stenen Man heen zouden lopen, er snel een nieuw broertje of zusje zou komen.
Het monument is eigendom van Stichting Waterschapserfgoed.

### Stenen Man en Inscripties

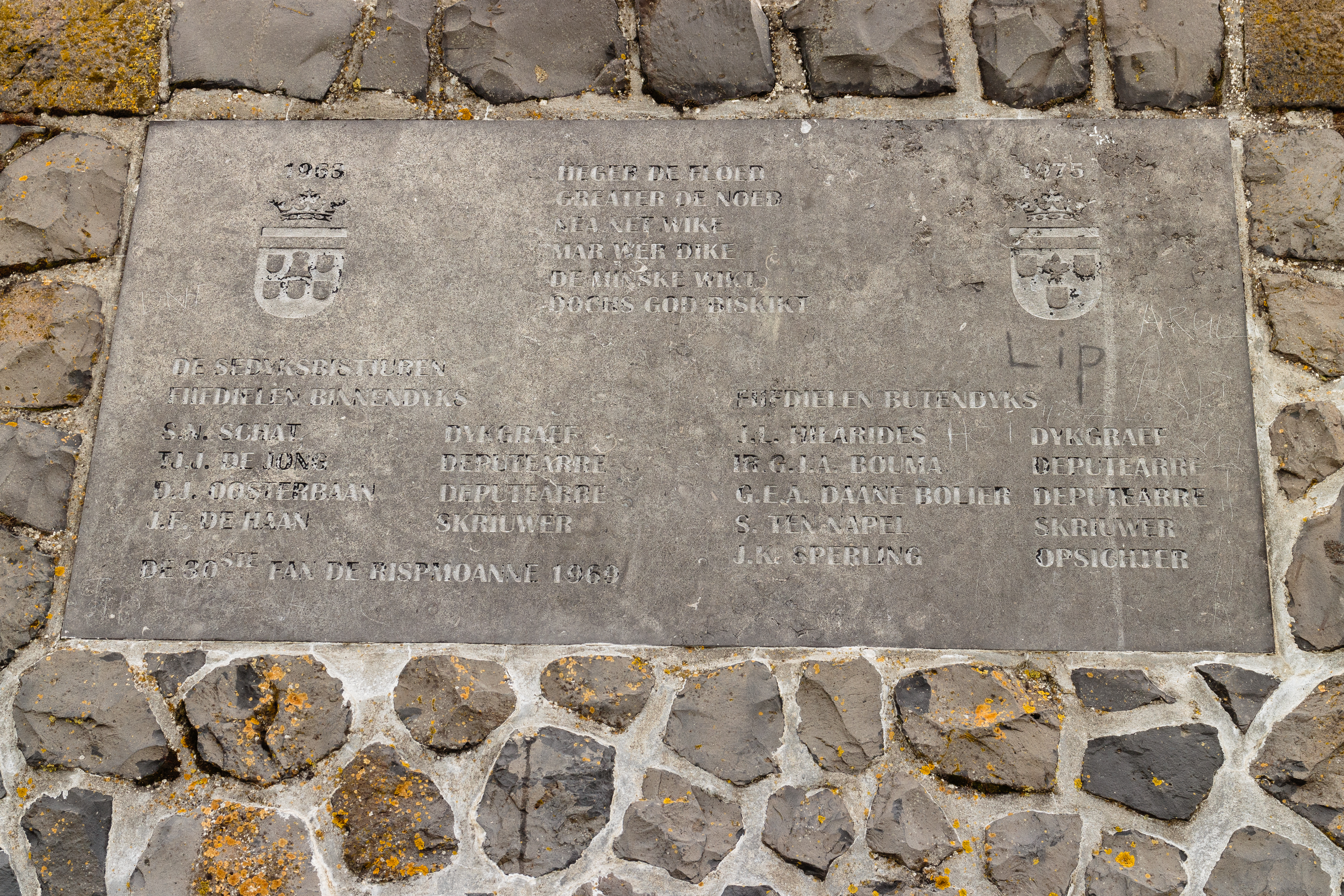
Stenen Man. Inscriptie achterzijde (westkant).
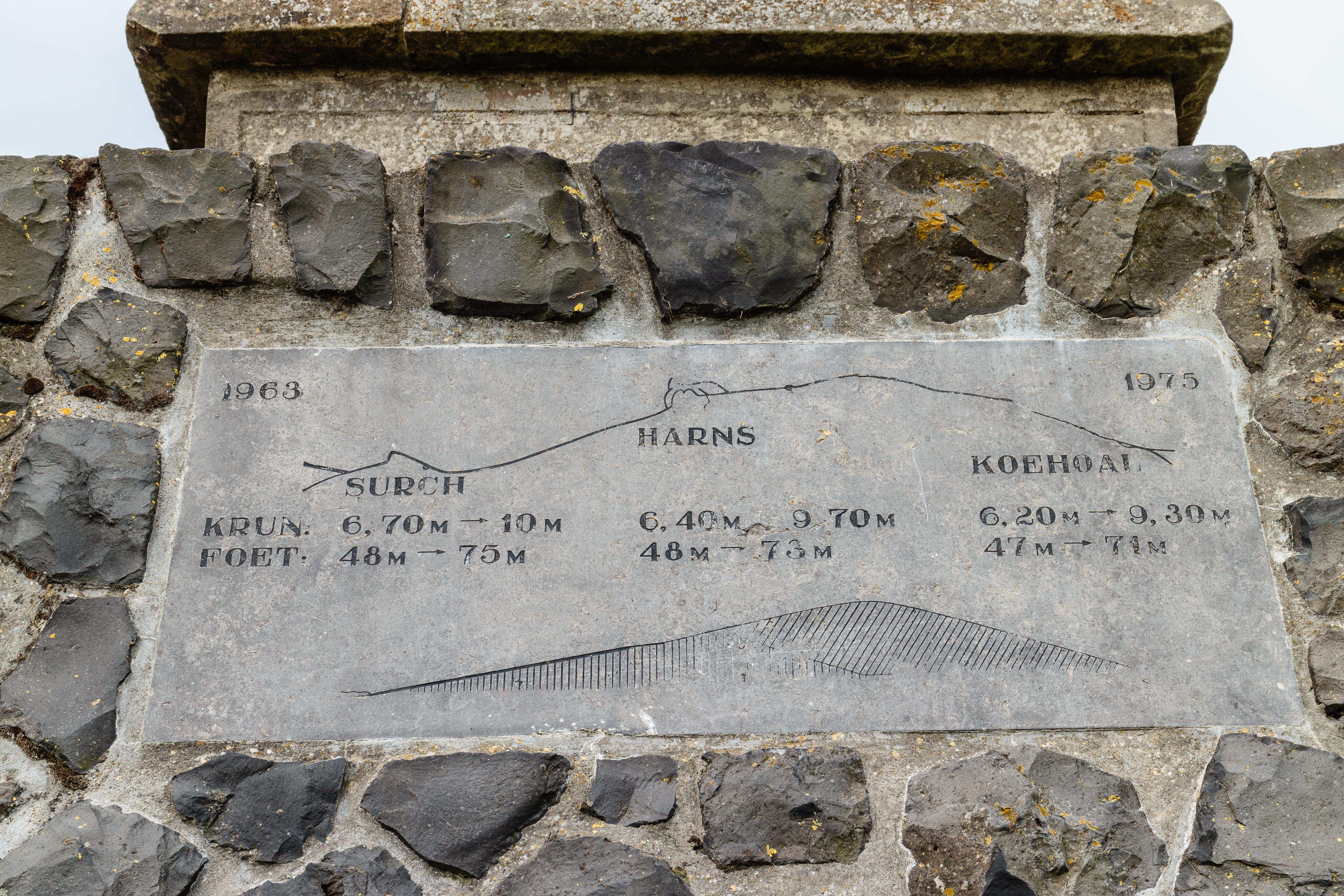
Stenen Man. Inscriptie voorzijde (oostkant).
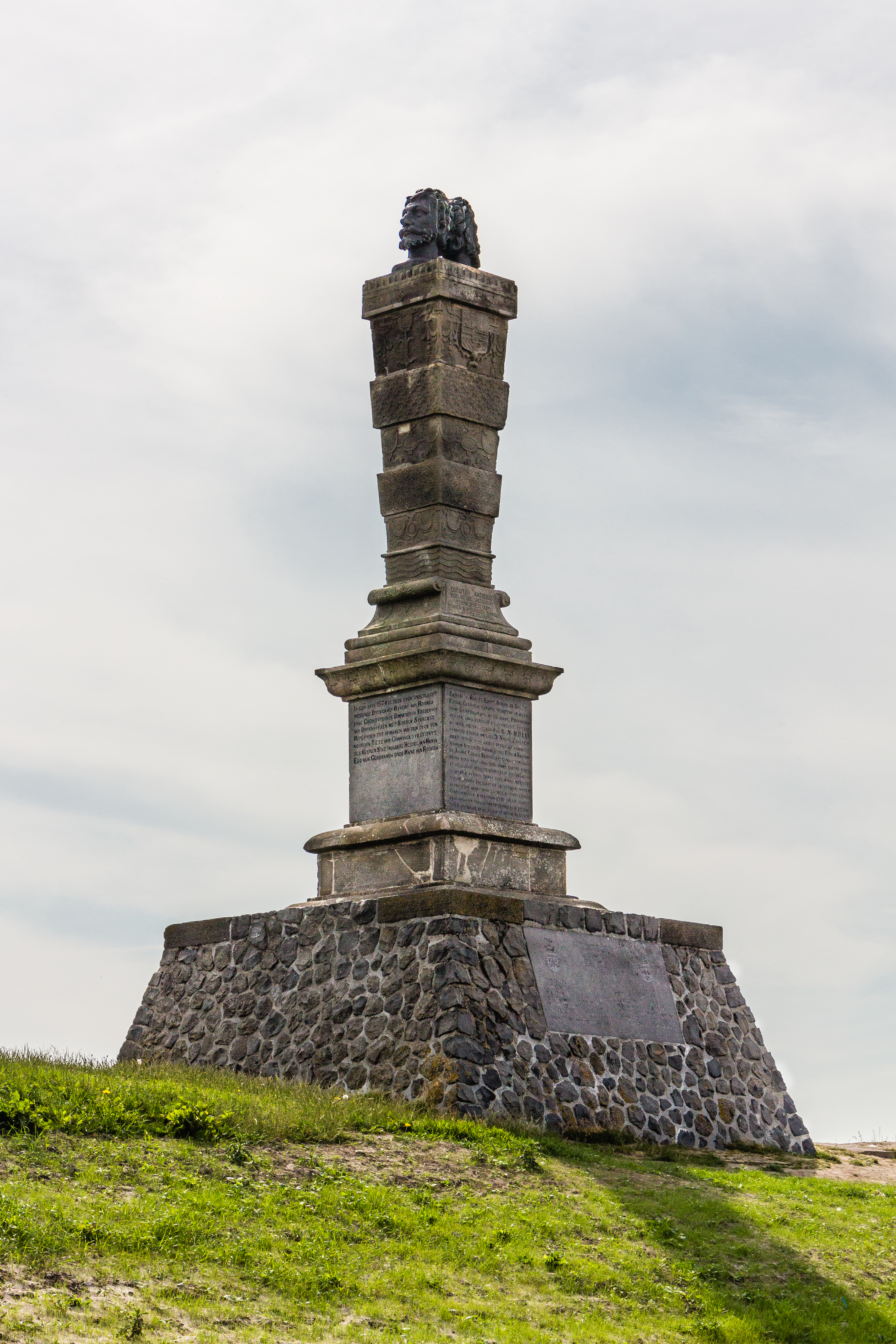
De Stenen Man. (Noordwest zijde.)